# Kai Purnhagen
Kai Peter Purnhagen (* 25. September 1980 in Gießen) ist ein deutscher Rechtswissenschaftler und Hochschullehrer an der Universität Bayreuth sowie einer der beiden Direktoren der Forschungsstelle für Deutsches und Europäisches Lebensmittelrecht. Er ist Prozessvertreter in Verfahren vor den EU-Gerichten sowie wirtschafts- und europarechtlicher Gutachter.

## Leben und Wirken
Purnhagen studierte Rechtswissenschaften an der Justus-Liebig-Universität Gießen und an der Universität Wisconsin-Madison.  Nach seinem Studium war er zunächst bei der Kanzlei Freshfields Bruckhaus Deringer tätig. Es folgte ein Promotionsstipendium des Deutschen Akademischen Austauschdienstes (DAAD) am Europäischen Hochschulinstitut Florenz, wo er zur Systematisierung als Integrationsmethode forschte und mit einer Arbeit darüber 2011 einen Ph.D. erwarb. Forschungsstipendien erhielt er vom DAAD, der Law School der Universität Wisconsin-Madison da und vom Europäischen Hochschulinstitut in Florenz.
Anschließend war Purnhagen als Postdoc an der Universität Amsterdam (Centre for the Study of European Contract Law) und Akademischer Rat an der Ludwig-Maximilians-Universität München (Lehrstuhl Thomas Ackermann) tätig. Ab 2013 lehrte er als Assistant Professor im Tenure-Track an der Universität Wageningen und wurde zum Senior fellow der Wageningen School of Social Sciences und der Ius commune research school sowie zum Forschungskoordinator für die rechtswissenschaftliche Forschung in Wageningen ernannt. Er beendete 2020 den Tenure-Track als Senior Associate Professor mit Ius promovendi.
Seit 2020 ist Purnhagen Professor für Lebensmittelrecht an der Universität Bayreuth und Ko-Direktor der Forschungsstelle für Deutsches und Europäisches Lebensmittelrecht. Von 2022 bis 2024 war er Prodekan der Fakultät für Lebenswissenschaften; seit 2022 ist er Vorsitzender der Ethikkommission der Universität. Zudem wirkte er in verschiedenen Funktionen (z. B. Associate Professor, Assistant Professor) unter anderem an der London School of Economics and Political Science, der Universität Luzern, der Erasmus-Universität Rotterdam, der Universität Gießen und der Universität Wisconsin-Madison.
Neben seiner Tätigkeit in Forschung und Lehre wirkt Purnhagen als Berater und Sachverständiger im Rahmen von Gesetzgebungsverfahren auf nationaler und europäischer Ebene und als Prozessvertreter in Gerichtsverfahren, für Regierungsstellen, Branchenverbände, internationaler Organisationen und NGOs. Er war  zum Beispiel für die Europäische Kommission, das Europäische Parlament, die deutsche, die österreichische und die chinesische Regierung tätig. Zudem ist er Mitglied zahlreicher Verbände und Kommissionen.
Purnhagen ist Herausgeber bzw. Mitherausgeber der Schriftenreihen Studies in European Economic Law and Regulation (Springer Nature), Lebensmittelrechtliche Abhandlungen (Nomos Verlag) und der FLMR-Schriftenreihe/Schriftenreihe der Forschungsstelle für Deutsches und Europäisches Lebensmittelrecht der Universität Bayreuth (Deutscher Fachverlag) sowie im Herausgeberbeirat verschiedener Zeitschriften wie unter anderem des European Journal of Risk Regulation (Cambridge University Press, zudem Gründungsherausgeber), Lebensmittel und Recht (Verlag C. H. Beck), Journal of Consumer Policy (Springer Nature), Zeitschrift für Europäisches Umwelt- und Planungsrecht, und der Zeitschrift für Stoffrecht (Lexxion).

## Tätigkeitsschwerpunkte
Purnhagen arbeitet in der Regulierung von Märkten, insbesondere dem Lebensmittelmarkt als Referenzgebiet, wobei er auf Erkenntnisse der Nachbarwissenschaften – vorzugsweise naturwissenschaftliche, philosophische, und (verhaltens-)ökonomische Erkenntnisse – zurückgreift. Er lehrt und forscht vor allem zum Europäischen und Internationalen Wirtschaftsrecht.
Purnhagen ist wissenschaftlicher Leiter eines Projekts zur Regulierung von Lebensmittelinnovationen, welches von der Deutschen Forschungsgemeinschaft, der Oberfrankenstiftung und des Bundesamtes für Verbraucherschutz und Lebensmittelsicherheit gefördert wird. Er ist Teil der HorizonEurope Projekte GeneBEcon und DETECTIVE und leitet mehrere kleine Projekte zum Thema Regulierung von Lebensmittelinnovationen.

## Veröffentlichungen (Auswahl)

### Als Autor
- Europarecht. C. H. Beck, München 2012; 4. Auflage 2022, ISBN 978-3-406-78858-1.
- The Politics of Systematization in EU Product Safety Law. Überarbeitete Version der Dissertation, Springer, 2013, ISBN 978-94-007-6542-9.
- mit Peter Feindt, Christiane Krämer, Andrea Früh-Müller, Alois Heißenhuber, Volkmar Wolters et al.: Ein neuer Gesellschaftsvertrag für eine nachhaltige Landwirtschaft Springer Open, Berlin 2019, ISBN 978-3-662-58655-6.
- mit Federica Ronchetti, Laura Springer: The Regulatory Landscape in the EU for Dairy Products Derived from Precision Fermentation. Springer, Heidelberg 2024, ISBN 978-3-031-49691-2.
- mit Hanna Schebesta: EU Food Law. Oxford University Press, Oxford 2024.
- mit Alexandra Molitorisová, Alessandro Monaco, Gerald Lackner, Seth Roberts: Regulation of Mushroom- and Mycelium-Based Products in the EU. Springer, Heidelberg 2025, ISBN 978-3-031-93779-8.

### Als Herausgeber
- mit Genevieve Helleringer: Towards a European Legal Culture. C.H. Beck, Hart, Nomos, 2014, ISBN 978-1-84946-491-8.
- mit Peter Rott: Varieties of European Economic Law and Regulation. Springer Science, New York et al 2014, ISBN 978-3-319-04903-8.
- mit Harry Bremmers: Regulating and Managing Food Safety in the EU. Springer Science, New York et al 2018, ISBN 978-3-319-77043-7.
- mit Liesbeth Dries, Wim Heijman, Roel Jongeneel, Justus Wesseler: EU Bioeconomy Economics and Policies. Volume I, Palgrave Macmillan, 2019, ISBN 978-3-030-28633-0.
- mit Liesbeth Dries, Wim Heijman, Roel Jongeneel, Justus Wesseler: EU Bioeconomy Economics and Policies. Volume II, Palgrave Macmillan, 2019, ISBN 978-3-03028641-5.
- mit Lucila de Almeida, Marta Cantero Gamito, Mateja Durovic: The Transformation of Economic Law. Hart Publishing, Oxford 2019, ISBN 978-1-5099-3260-3.
- mit Markus Möstl: Maßnahmen und Sanktionen im Lebensmittelrecht. (FLMR-Schriftenreihe Band 42) Frankfurt am Main 2021, ISBN 978-3-8005-1788-6.
- mit Markus Möstl: Public & Private Enforcement im Lebensmittelrecht: Zusammenspiel und Spannungsfeld von behördlicher und privater Rechtsdurchsetzung. (FLMR-Schriftenreihe Band 43) Frankfurt am Main 2022, ISBN 978-3-8005-1820-3.
- mit Markus Möstl: Lebensmittelrecht im Mehrebenensystem: Neuerungen, Entwicklungslinien, Spannungslagen. (FLMR-Schriftenreihe Band 45) Frankfurt am Main 2022, ISBN 978-3-8005-1832-6.
- mit Markus Möstl: Die Regulierung von Innovationen im Lebensmittelsektor. (FLMR-Schriftenreihe Band 46) Frankfurt am Main 2023, ISBN 978-3-8005-1883-8.
- mit Markus Möstl: Risikovorsorge im Lebensmittelrecht. (FLMR-Schriftenreihe Band 47) Frankfurt am Main 2024, ISBN 978-3-8005-1949-1.

## Auszeichnungen (Auswahl)
- 2018: Excellence in Education Award der Universität Wageningen[17]
- 2024: Top of the Table Award (Top 100 Köpfe der AgriFood Szene) von Table Media[18]